# المشاريح (الناحية)

تعديل مصدري - تعديل

المشاريح محلة تابعة لقرية الظاهر، التابعة لعزلة الناحية بمديرية حبيش إحدى مديريات محافظة إب في الجمهورية اليمنية، بلغ تعداد سكانها 29 حسب تعداد اليمن لعام 2004.